# San Luis del Cordero
San Luis del Cordero är en ort i Mexiko.   Den ligger i kommunen San Luis del Cordero och delstaten Durango, i den centrala delen av landet, 800 km nordväst om huvudstaden Mexico City. San Luis del Cordero ligger 1 473 meter över havet och antalet invånare är 1 584.
Terrängen runt San Luis del Cordero är platt österut, men västerut är den kuperad. Runt San Luis del Cordero är det mycket glesbefolkat, med 3 invånare per kvadratkilometer. San Luis del Cordero är det största samhället i trakten. Omgivningarna runt San Luis del Cordero är i huvudsak ett öppet busklandskap.